# Рибальство на озері
Рибальство на озері — монохромна акварель, котру створив художник із Сполучених Штатів Вінслов Гомер (1836—1910).
В англійській і американській художній традиції — акварель використовували для спокійних, майже ідилічних пейзажів. Робив подібні і Вінслоу Гомер — з зображенням осені, дітей, молодих дівчат. Тим несподіванішим було звертання в акварелі до напружених сюжетів чи трагічних подій.
Акварель  — досить складна художня техніка, дарма що використовує просту воду і водорозчинні фарби. Відсутність обережності і культури поводження з аквареллю обертається неохайністю образів і псує враження від твору. 
Вінслов Гомер не мав можливості створити подорож до Західної Європи заради удосконалення майстерності. Все, що не отримав від систематичної художньої освіти, наздоганяв самоосвітою. Прийшов успіх. Наполегливість праці і обдарованість обумовила появу творів, коли його акварелі перевершують його твори в літографії і майже нічим не поступаються його живопису. Тим паче що в акварельних творах збережені безпосередність і невимушеність ескізу, деяка незакінченість, що так імпронує сучасним глядачам і поціновувачам мистецтва.
В країну десятиліттями емігрували вихідці з усіх усюд — за швидким фінансовим успіхом і багатством, що дарувало відчуття могутності і малообмеженої свободи. Пуританські східні штати вичавлювали зайвих людей і ті коли мимоволі, коли добровільно ставали піонерами-першопроходцями, що відкочовували на захід аж до самого океану. Їх чекали шалений простір, дикі краєвиди і спротив індіанців, котрі неохоче пропускали чужинців крізь власні землі. 
Дикий, могутній краєвид і шалений простір і подав художник в акварелі «Рибальство на озері». Панують чи то пізня осінь, чи то рання весна з залишками снігу. Краєвид похмурий, лісистий, ніяк не гостинний для рибалок, що пливуть озером заради форелі. Могутню площину озера, котра сперечається з могутнім лісом, перетинає легкий човен, запозичений рибалками у індіанців, перший крок до народження місцевої, неєвропейської і небританської, культури. В цьому куточку дикої країни і людина видається зайвою деталлю, котра перетне простір і розтане, як залишки снігу навесні. Панує конфлікт між казково-величним простором і втручанням сюди людей. В акварелі - Вінслов Гомер не залишив нічого від барвистих ідилій англійських митців. Американський характер його творів гостро відчули вже сучасники.